# Nabil Boustani
Nabil Boustani (né au Chouf en 1924, décédé au Liban le 31 juillet 2009) est un homme politique et un homme d’affaires libanais.
Diplômé en management de l’Université Américaine de Beyrouth, il construit un empire commercial et touristique, avec notamment de nombreux palaces hôteliers à Monaco.
Depuis 1992, il est élu député maronite du Chouf, sur les listes du leader druze Walid Joumblatt. C’est à ce titre qu’en septembre 2004, il vote contre l’amendement constitutionnel visant à proroger le mandat du Président Émile Lahoud et qu’il participe aux législatives de 2005 au sein de l’Alliance du 14 Mars, qui deviendra majoritaire au Parlement. Il est membre de la Rencontre démocratique.